# Heterotheca rutteri
Heterotheca rutteri là một loài thực vật có hoa trong họ Cúc. Loài này được (Rothr.) Shinners mô tả khoa học đầu tiên năm 1951.